# Grad nade
Grad nade je sveska Zagora objavljena u svesci #191. u izdanju Veselog četvrtka. Na kioscima u Srbiji se pojavila 22. septembra 2022. Koštala je 350 din (2,9 €; 3,03 $). Imala je 94 strane. Ovo je 2. deo duže epizode koja je započela u #189-190.

## Originalna epizoda
Originalna sveska pod nazivom La cita della speranza objavljena je premijerno u #659. regularne edicije Zagora u izdanju Bonelija u Italiji 1. juna 2020. Epizodu je nacrtao Ruso Fabrizio, a scenario je napisao Roberto Altariva. Naslovnu stranu je nacrtao Alesandro Pičineli. Cena sveske za evropskom tržištu iznosila je 4,4 €. 

## Kratak sadržaj
Zagor, koji u zatvoru čuva Džeroma dobija poziv od Džeromovih roditelja, koji se nalaze u iznajmljenoj sobi u motelu Grin Korneru. Prekasno shvata da se radi o prevari. Dok se vrati nazad u zatvor, Bojdovi ljudi su već kidnapovali Džeroma iz zatvora i iscenirali njegovo bekstvo. Dok Zagor kreće u potragu za kidnaperima, Bojd potpaljuje ceo Grin Korner da krene u obračun sa stanovnicima Nove nade. Grupa besnih meštana stiže u Novu nadu i počinje da pali kuće i maltretira stanovništo. Nakon toga stiže i Zagor koji pokušava da ubedi masu da je glavni krivac za probleme sam Bojd i njegova mržnja prema crncima. Na kraju u tome uspeva. Bojd i njegovi ljudi završavaju tragično.

## Prethodna i naredna epizoda
Prethodna sveska Zagora nosila je naslov Abonos i slonovača (#190), a naredna Kandraks! (#192).